# Talk About (singel)
Talk About – singiel z 2021 autorstwa dwóch dj-ów: angielskiego DJ Rain Radio and irlandzkiego DJ Craig Gorman.
Singiel miał premierę 14 maja 2021. Trwa 2:42. Producentami byli Billen Ted, Craig Gorman, Robbie Yates, Yjneb Nösbig, a wytwórnią Polydor Records.
Utwór Talk About wykorzystuje Big Hoops (Bigger the Better) kanadyjskiej piosenkarki Nelly Furtado.

## Listy przebojów

### Tygodniowe
| Rok  | Tydzień                       | Kraj            | Lista                | Pozycja | Źródło |
| ---- | ----------------------------- | --------------- | -------------------- | ------- | ------ |
| 2021 | 29 października – 4 listopada | Węgry           | Single Top 40        | 38      | [ 3 ]  |
| 2021 | 20 sierpnia – 26 sierpnia     | Irlandia        | Top 100 Singles      | 9       | [ 4 ]  |
| 2021 | 20 listopada                  | Holandia        | Dutch Top 40         | 18      | [ 5 ]  |
| 2021 | 11 września                   | Holandia        | Dutch Single Top 100 | 37      | [ 6 ]  |
| 2021 | 30 października – 5 listopada | Polska          | ZPAV                 | 20      | [ 7 ]  |
| 2021 | 20 – 26 sierpnia              | Wielka Brytania | UK Singles Chart     | 9       | [ 8 ]  |
| 2021 | 13 – 19 sierpnia              | Wielka Brytania | UK Dance             | 4       | [ 9 ]  |

### Roczne
| Rok  | Kraj            | Lista        | Pozycja | Źródło |
| ---- | --------------- | ------------ | ------- | ------ |
| 2021 | Holandia        | Dutch Top 40 | 90      | [ 10 ] |
| 2021 | Wielka Brytania | UK Singles   | 80      | [ 11 ] |

## Certyfikaty
| Data przyznania | Kraj            | Organizacja | Certyfikat | Źródła |
| --------------- | --------------- | ----------- | ---------- | ------ |
| 24 maja 2023    | Polska          | ZPAV        | Platyna    | [ 12 ] |
| 9 grudnia 2022  | Wielka Brytania | BPI         | Platyna    | [ 13 ] |